# Empire (Nevada)
Pour les articles homonymes, voir Empire (homonymie).
Empire est une census-designated place (CDP) située dans le comté de Washoe, dans l’État du Nevada, aux États-Unis. D'après le recensement de 2020, sa population est de 47 habitants.